# Liste der Konzeptfahrzeuge von Mercedes-Benz
Diese Liste der Konzeptfahrzeuge von Mercedes-Benz bietet eine Übersicht über alle Konzeptfahrzeuge, welche unter der Marke Mercedes-Benz seit 1969 vorgestellt wurden. Konzeptfahrzeuge nehmen die Einführung eines neuen Fahrzeugtyps oder einer neuen Baureihe vorweg. Sie sind mit innovativer Technik ausgestattet, die bereits in Serienfahrzeugen zum Einsatz kommt oder kurz vor der Serienreife steht.

## Konzept- und Forschungsfahrzeuge von Mercedes-Benz
| Jahr | Bezeichnung                                      | Präsentation                         | Kategorie                                                                                             | Serienfahrzeug                          | Markteinführung | Abbildung |
| ---- | ------------------------------------------------ | ------------------------------------ | --- | --------------------------------------- | --------------- | --- |
| 1969 | C 111 I                                          |                                      | |                                         |                 | |
| 1970 | C 111 II                                         |                                      | |                                         |                 | |
| 1971 | ESF 05                                           | 26. Oktober 1971                     | Experimental Safety Vehicle                                                                           |                                         |                 | Bild gesucht Die Wikipedia wünscht sich an dieser Stelle ein Bild. Weitere Infos zum Motiv findest du vielleicht auf der Diskussionsseite . Falls du dabei helfen möchtest, erklärt die Anleitung , wie das geht. |
| 1972 | ESF 13                                           | 31. Mai 1972                         | Experimental Safety Vehicle                                                                           |                                         |                 | |
| 1973 | ESF 22/ESF 22a                                   |                                      | Experimental Safety Vehicle                                                                           |                                         |                 | |
| 1974 | ESF 24                                           |                                      | Experimental Safety Vehicle                                                                           |                                         |                 | Bild gesucht Die Wikipedia wünscht sich an dieser Stelle ein Bild. Weitere Infos zum Motiv findest du vielleicht auf der Diskussionsseite . Falls du dabei helfen möchtest, erklärt die Anleitung , wie das geht. |
| 1978 | C 111 III                                        |                                      | |                                         |                 | |
| 1979 | C 111 IV                                         |                                      | |                                         |                 | |
| 1981 | Auto 2000                                        |                                      | Forschungs-PKW                                                                                        |                                         |                 | |
| 1982 | NAFA                                             |                                      | Kleinwagen                                                                                            | A-Klasse, smart fortwo                  | 1997, 1998      | |
| 1991 | Studie A                                         |                                      | Kompaktklasse                                                                                         | A-Klasse                                | 1997            | Bild gesucht Die Wikipedia wünscht sich an dieser Stelle ein Bild. Weitere Infos zum Motiv findest du vielleicht auf der Diskussionsseite . Falls du dabei helfen möchtest, erklärt die Anleitung , wie das geht. |
| 1991 | C 112                                            | IAA                                  | |                                         |                 | |
| 1991 | F 100                                            |                                      | Forschungsfahrzeug                                                                                    |                                         |                 | |
| 1992 | EXT-92                                           |                                      | Nutzfahrzeug                                                                                          |                                         |                 | |
| 1993 | Coupé Studie                                     |                                      | Zweitüriges Coupé                                                                                     | CLK Coupé                               | 1997            | |
| 1993 | Vision A 93 (umbenannte Studie A)                |                                      | Kompaktklasse                                                                                         | A-Klasse                                | 1997            | |
| 1994 | MCC Speedster                                    |                                      | Mini-Stadtauto                                                                                        | smart city coupé (später: smart fortwo) | 1998            | |
| 1994 | MCC Sprinter                                     |                                      | Mini-Stadtauto                                                                                        |                                         |                 | Bild gesucht Die Wikipedia wünscht sich an dieser Stelle ein Bild. Weitere Infos zum Motiv findest du vielleicht auf der Diskussionsseite . Falls du dabei helfen möchtest, erklärt die Anleitung , wie das geht. |
| 1994 | Studie SLK I                                     |                                      | Roadster                                                                                              | SLK                                     | 1996            | Bild gesucht Die Wikipedia wünscht sich an dieser Stelle ein Bild. Weitere Infos zum Motiv findest du vielleicht auf der Diskussionsseite . Falls du dabei helfen möchtest, erklärt die Anleitung , wie das geht. |
| 1994 | Studie SLK II                                    |                                      | Roadster                                                                                              | SLK                                     | 1996            | |
| 1994 | FCC                                              |                                      | Kompaktklasse                                                                                         |                                         |                 | |
| 1995 | VRC                                              |                                      | Vario Research Car                                                                                    |                                         |                 | Bild gesucht Die Wikipedia wünscht sich an dieser Stelle ein Bild. Weitere Infos zum Motiv findest du vielleicht auf der Diskussionsseite . Falls du dabei helfen möchtest, erklärt die Anleitung , wie das geht. |
| 1996 | AAV (AA Vision)                                  |                                      | Sport Utility Vehicle (SUV)                                                                           | M-Klasse                                | 1997            | |
| 1996 | F 200 Imagination                                | Mondial de l’Automobile              | Forschungsfahrzeug                                                                                    |                                         |                 | |
| 1997 | F 300 Life Jet                                   | Internationale Automobil-Ausstellung | Forschungsfahrzeug                                                                                    |                                         |                 | |
| 1997 | Maybach Studie                                   |                                      | Luxuslimousine                                                                                        | Maybach                                 | 2002            | Bild gesucht Die Wikipedia wünscht sich an dieser Stelle ein Bild. Weitere Infos zum Motiv findest du vielleicht auf der Diskussionsseite . Falls du dabei helfen möchtest, erklärt die Anleitung , wie das geht. |
| 1998 | ALTRA                                            |                                      | Transporter                                                                                           |                                         |                 | Bild gesucht Die Wikipedia wünscht sich an dieser Stelle ein Bild. Weitere Infos zum Motiv findest du vielleicht auf der Diskussionsseite . Falls du dabei helfen möchtest, erklärt die Anleitung , wie das geht. |
| 1999 | Vision SLR                                       |                                      | Hochleistungssportwagen                                                                               | SLR McLaren                             | 2003            | |
| 2000 | Vision SLA                                       |                                      | Roadster                                                                                              |                                         |                 | |
| 2001 | F 400 Carving                                    |                                      | Forschungsfahrzeug                                                                                    |                                         |                 | |
| 2001 | Sprinter Mobile Black Office                     |                                      | Nutzfahrzeug                                                                                          |                                         |                 | Bild gesucht Die Wikipedia wünscht sich an dieser Stelle ein Bild. Weitere Infos zum Motiv findest du vielleicht auf der Diskussionsseite . Falls du dabei helfen möchtest, erklärt die Anleitung , wie das geht. |
| 2002 | Vision GST                                       |                                      | Großes Reisefahrzeug                                                                                  | R-Klasse                                | 2004            | Bild gesucht Die Wikipedia wünscht sich an dieser Stelle ein Bild. Weitere Infos zum Motiv findest du vielleicht auf der Diskussionsseite . Falls du dabei helfen möchtest, erklärt die Anleitung , wie das geht. |
| 2003 | F 500 Mind                                       | Tokyo Motor Show                     | Forschungsfahrzeug                                                                                    |                                         |                 | |
| 2003 | Vision CLS                                       | Internationale Automobil-Ausstellung | Viertüriges Coupé                                                                                     | CLS-Klasse                              | 2004            | |
| 2004 | Sprinter Fuel Cell Drive System                  |                                      | Nutzfahrzeug                                                                                          |                                         |                 | Bild gesucht Die Wikipedia wünscht sich an dieser Stelle ein Bild. Weitere Infos zum Motiv findest du vielleicht auf der Diskussionsseite . Falls du dabei helfen möchtest, erklärt die Anleitung , wie das geht. |
| 2004 | Vision B                                         |                                      | Kompaktes Reisefahrzeug                                                                               | B-Klasse                                | 2005            | Bild gesucht Die Wikipedia wünscht sich an dieser Stelle ein Bild. Weitere Infos zum Motiv findest du vielleicht auf der Diskussionsseite . Falls du dabei helfen möchtest, erklärt die Anleitung , wie das geht. |
| 2004 | Vision GST 2                                     |                                      | Großes Reisefahrzeug                                                                                  | R-Klasse                                | 2004            | Bild gesucht Die Wikipedia wünscht sich an dieser Stelle ein Bild. Weitere Infos zum Motiv findest du vielleicht auf der Diskussionsseite . Falls du dabei helfen möchtest, erklärt die Anleitung , wie das geht. |
| 2004 | Vision R                                         |                                      | Großes Reisefahrzeug                                                                                  | R-Klasse                                | 2004            | |
| 2005 | Bionic                                           | Innovationssymposium in Washington   | |                                         |                 | |
| 2005 | F 600 Hygenius                                   |                                      | Forschungsfahrzeug                                                                                    |                                         |                 | Bild gesucht Die Wikipedia wünscht sich an dieser Stelle ein Bild. Weitere Infos zum Motiv findest du vielleicht auf der Diskussionsseite . Falls du dabei helfen möchtest, erklärt die Anleitung , wie das geht. |
| 2005 | S 320 Bluetec Hybrid                             |                                      | |                                         |                 | Bild gesucht Die Wikipedia wünscht sich an dieser Stelle ein Bild. Weitere Infos zum Motiv findest du vielleicht auf der Diskussionsseite . Falls du dabei helfen möchtest, erklärt die Anleitung , wie das geht. |
| 2006 | Ocean Drive                                      | NAIAS                                | Luxus-Cabriolet                                                                                       |                                         |                 | |
| 2007 | C 220 BlueTEC                                    |                                      | |                                         |                 | Bild gesucht Die Wikipedia wünscht sich an dieser Stelle ein Bild. Weitere Infos zum Motiv findest du vielleicht auf der Diskussionsseite . Falls du dabei helfen möchtest, erklärt die Anleitung , wie das geht. |
| 2007 | F 700                                            | Internationale Automobil-Ausstellung | Forschungsfahrzeug                                                                                    |                                         |                 | |
| 2008 | Actros Trust Edition                             |                                      | Nutzfahrzeug                                                                                          |                                         |                 | Bild gesucht Die Wikipedia wünscht sich an dieser Stelle ein Bild. Weitere Infos zum Motiv findest du vielleicht auf der Diskussionsseite . Falls du dabei helfen möchtest, erklärt die Anleitung , wie das geht. |
| 2008 | Fascination                                      | Mondial de l’Automobile              | |                                         |                 | |
| 2008 | GLK Bluetec Hybrid                               |                                      | |                                         |                 | Bild gesucht Die Wikipedia wünscht sich an dieser Stelle ein Bild. Weitere Infos zum Motiv findest du vielleicht auf der Diskussionsseite . Falls du dabei helfen möchtest, erklärt die Anleitung , wie das geht. |
| 2008 | GLK Freeside                                     |                                      | |                                         |                 | Bild gesucht Die Wikipedia wünscht sich an dieser Stelle ein Bild. Weitere Infos zum Motiv findest du vielleicht auf der Diskussionsseite . Falls du dabei helfen möchtest, erklärt die Anleitung , wie das geht. |
| 2008 | GLK Townside                                     |                                      | |                                         |                 | Bild gesucht Die Wikipedia wünscht sich an dieser Stelle ein Bild. Weitere Infos zum Motiv findest du vielleicht auf der Diskussionsseite . Falls du dabei helfen möchtest, erklärt die Anleitung , wie das geht. |
| 2008 | Vito BlueEFFICIENCY                              |                                      | |                                         |                 | Bild gesucht Die Wikipedia wünscht sich an dieser Stelle ein Bild. Weitere Infos zum Motiv findest du vielleicht auf der Diskussionsseite . Falls du dabei helfen möchtest, erklärt die Anleitung , wie das geht. |
| 2009 | BlueZero E-Cell                                  | Internationale Automobil-Ausstellung | |                                         |                 | |
| 2009 | BlueZero E-Cell Plus                             |                                      | |                                         |                 | |
| 2009 | BlueZero F-Cell                                  |                                      | |                                         |                 | Bild gesucht Die Wikipedia wünscht sich an dieser Stelle ein Bild. Weitere Infos zum Motiv findest du vielleicht auf der Diskussionsseite . Falls du dabei helfen möchtest, erklärt die Anleitung , wie das geht. |
| 2009 | S 400 Hybrid                                     |                                      | Hybridelektrokraftfahrzeug der Oberklasse                                                             | Mercedes-Benz S 400 HYBRID              |                 | Bild gesucht Die Wikipedia wünscht sich an dieser Stelle ein Bild. Weitere Infos zum Motiv findest du vielleicht auf der Diskussionsseite . Falls du dabei helfen möchtest, erklärt die Anleitung , wie das geht. |
| 2009 | ESF2009                                          | Internationale Automobil-Ausstellung | Experimental Safety Vehicle                                                                           |                                         |                 | |
| 2009 | F-Cell                                           |                                      | Roadster                                                                                              |                                         |                 | Bild gesucht Die Wikipedia wünscht sich an dieser Stelle ein Bild. Weitere Infos zum Motiv findest du vielleicht auf der Diskussionsseite . Falls du dabei helfen möchtest, erklärt die Anleitung , wie das geht. |
| 2009 | S 500 Plug-in Hybrid                             |                                      | |                                         |                 | |
| 2010 | F 800 Style                                      | Genfer Auto-Salon                    | Forschungsfahrzeug                                                                                    |                                         |                 | |
| 2010 | Concept Shooting Break                           |                                      | Shooting Break                                                                                        | Mercedes-Benz CLS Shooting Brake        | 2012            | |
| 2010 | Biome                                            |                                      | |                                         |                 | Bild gesucht Die Wikipedia wünscht sich an dieser Stelle ein Bild. Weitere Infos zum Motiv findest du vielleicht auf der Diskussionsseite . Falls du dabei helfen möchtest, erklärt die Anleitung , wie das geht. |
| 2011 | B55                                              |                                      | |                                         |                 | Bild gesucht Die Wikipedia wünscht sich an dieser Stelle ein Bild. Weitere Infos zum Motiv findest du vielleicht auf der Diskussionsseite . Falls du dabei helfen möchtest, erklärt die Anleitung , wie das geht. |
| 2011 | Concept A                                        | Internationale Automobil-Ausstellung | | Mercedes-Benz Baureihe 176              | 2012            | |
| 2011 | Silver Arrow                                     | LA Auto Show                         | |                                         |                 | Bild gesucht Die Wikipedia wünscht sich an dieser Stelle ein Bild. Weitere Infos zum Motiv findest du vielleicht auf der Diskussionsseite . Falls du dabei helfen möchtest, erklärt die Anleitung , wie das geht. |
| 2011 | Viano Vision Pearl                               |                                      | Mercedes-Benz Baureihe 639                                                                            |                                         |                 | |
| 2011 | F 125!                                           | Internationale Automobil-Ausstellung | Forschungsfahrzeug                                                                                    |                                         |                 | |
| 2012 | Style Coupe                                      |                                      | | Mercedes-Benz CLA-Klasse                | 2013            | |
| 2012 | Ener-G-Force                                     |                                      | |                                         |                 | Bild gesucht Die Wikipedia wünscht sich an dieser Stelle ein Bild. Weitere Infos zum Motiv findest du vielleicht auf der Diskussionsseite . Falls du dabei helfen möchtest, erklärt die Anleitung , wie das geht. |
| 2013 | Concept S-Class Coupe                            | Internationale Automobil-Ausstellung | Luxus-Coupé                                                                                           | Mercedes-Benz S-Klasse Coupé            | 2014            | |
| 2013 | AMG Vision Gran Turismo                          |                                      | Coupé                                                                                                 |                                         |                 | |
| 2014 | Concept Coupé SUV                                |                                      | SUV Coupé                                                                                             | Mercedes-Benz GLE Coupé                 | 2015            | |
| 2015 | F 015 Luxury in Motion                           | Internationale Automobil-Ausstellung | Forschungsfahrzeug                                                                                    |                                         |                 | |
| 2015 | Concept GLC Coupé                                | Auto Shanghai                        | SUV Coupé                                                                                             | Mercedes-Benz GLC Coupé                 | 2016            | |
| 2015 | Concept IAA (Intelligent Aerodynamic Automobile) | Internationale Automobil-Ausstellung | Forschungsfahrzeug                                                                                    |                                         |                 | |
| 2015 | Vision Tokyo                                     | Tokyo Motor Show                     | Forschungsfahrzeug                                                                                    |                                         |                 | |
| 2016 | Maybach 6                                        |                                      | Coupé                                                                                                 |                                         |                 | |
| 2016 | Concept EQ                                       | Mondial de l’Automobile              | Elektro-SUV                                                                                           | Mercedes-Benz EQC                       | 2019            | |
| 2016 | Concept X-CLASS                                  |                                      | Pick-Up                                                                                               | Mercedes-Benz X-Klasse                  | 2017            | |
| 2016 | Vision Van                                       | Transporter                          | |                                         |                 | |
| 2017 | AMG GT Concept                                   | Genfer Auto-Salon                    | Viertüriges Coupé                                                                                     | Mercedes-AMG X 290                      | 2018            | |
| 2017 | Concept A Sedan                                  |                                      | Kompaktklasse                                                                                         | A-Klasse Limousine                      | 2018            | Bild gesucht Die Wikipedia wünscht sich an dieser Stelle ein Bild. Weitere Infos zum Motiv findest du vielleicht auf der Diskussionsseite . Falls du dabei helfen möchtest, erklärt die Anleitung , wie das geht. |
| 2017 | Maybach 6 Cabriolet                              | Cabriolet                            | |                                         |                 | |
| 2017 | Concept EQA                                      | Internationale Automobil-Ausstellung | Elektroauto im Kompaktsegment                                                                         |                                         |                 | |
| 2017 | AMG Project One                                  | Internationale Automobil-Ausstellung | Supersportwagen                                                                                       | Mercedes-AMG Project One                |                 | |
| 2017 | GLC F-Cell                                       | Internationale Automobil-Ausstellung | Wasserstoff-/Batteriegetriebener SUV                                                                  |                                         | 2018            | |
| 2018 | Maybach Ultimate Luxury                          | Auto China                           | SUV-Limousine                                                                                         |                                         |                 | Bild gesucht Die Wikipedia wünscht sich an dieser Stelle ein Bild. Weitere Infos zum Motiv findest du vielleicht auf der Diskussionsseite . Falls du dabei helfen möchtest, erklärt die Anleitung , wie das geht. |
| 2018 | EQ Silver Arrow                                  | Monterey Car Week                    | Elektrorennwagen                                                                                      |                                         |                 | |
| 2018 | Vision Vision Urbanetic                          | IAA                                  | |                                         |                 | |
| 2019 | Concept EQV                                      | Genfer Auto-Salon                    | Elektro-Van                                                                                           | Mercedes-Benz EQV                       | 2019            | |
| 2019 | Concept GLB                                      | Auto Shanghai                        | Kompakt-SUV auf Basis der B-Klasse                                                                    | Mercedes-Benz GLB                       |                 | |
| 2019 | ESF 2019                                         |                                      | Experimentier-Sicherheitsfahrzeug auf Basis der GLE-Klasse                                            |                                         |                 | |
| 2019 | Vision Simplex                                   |                                      | Hommage an den historischen Simplex mit moderner Technik                                              |                                         |                 | |
| 2019 | Vision EQS                                       | IAA                                  | Ausblick auf eine batterieelektrisch angetriebene S-Klasse                                            | Mercedes-Benz EQS                       |                 | |
| 2020 | Vision AVTR                                      | CES                                  | Vom Film Avatar – Aufbruch nach Pandora inspiriertes Konzeptfahrzeug                                  |                                         |                 | |
| 2021 | Concept EQT                                      | IAA                                  | Batterieelektrisch angetriebener Hochdachkombi, der einen Ausblick auf den Nachfolger des W 415 zeigt | Mercedes-Benz W 420                     |                 | |
| 2021 | Concept EQG                                      | IAA                                  | Ausblick auf eine batterieelektrisch angetriebene G-Klasse                                            |                                         |                 | |
| 2021 | Maybach Concept EQS                              | IAA                                  | Batterieelektrisch angetriebener SUV der Submarke Mercedes-Maybach                                    | Mercedes-Benz EQS SUV                   |                 | |
| 2021 | Maybach Offroad-Concept                          | Rubell Museum, Miami                 | SUV-Coupé                                                                                             |                                         |                 | |
| 2022 | Vision EQXX                                      | CES                                  | Forschungsauto mit einem Luftwiderstandsbeiwert (cw) von 0,17                                         |                                         |                 | |
| 2022 | Vision AMG Concept                               |                                      | Ausblick auf die Zukunft von Mercedes-AMG                                                             |                                         |                 | Bild gesucht Die Wikipedia wünscht sich an dieser Stelle ein Bild. Weitere Infos zum Motiv findest du vielleicht auf der Diskussionsseite . Falls du dabei helfen möchtest, erklärt die Anleitung , wie das geht. |
| 2023 | Vision One-Eleven                                |                                      | Modern interpretierte Studie des C 111 mit Elektroantrieb                                             |                                         |                 | |
| 2023 | CLA Concept                                      | IAA                                  | Ausblick auf einen elektrisch angetriebenen CLA                                                       |                                         |                 | |
| 2024 | Concept AMG PureSpeed                            | Großer Preis von Monaco              | Ausblick auf einen limitierten Sportwagen mit Halo-System                                             | Mercedes-AMG PureSpeed                  | 2024            | Bild gesucht Die Wikipedia wünscht sich an dieser Stelle ein Bild. Weitere Infos zum Motiv findest du vielleicht auf der Diskussionsseite . Falls du dabei helfen möchtest, erklärt die Anleitung , wie das geht. |
| 2025 | Vision V                                         | Auto Shanghai                        | Ausblick auf einen elektrisch angetriebenen Van                                                       |                                         |                 | |
| 2025 | Concept AMG GT XX                                |                                      | 5,20 m langes, viertüriges Konzeptfahrzeug mit über 1000 kW starken Elektroantrieb                    |                                         |                 | Bild gesucht Die Wikipedia wünscht sich an dieser Stelle ein Bild. Weitere Infos zum Motiv findest du vielleicht auf der Diskussionsseite . Falls du dabei helfen möchtest, erklärt die Anleitung , wie das geht. |

## Fahrzeuge im Detail

### NAFA

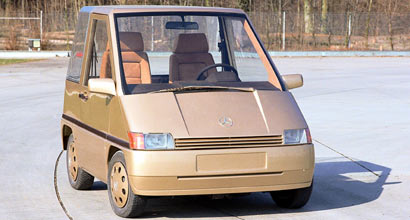
NAFA

Das NAFA (Nahverkehrsfahrzeug) gehört in das Kleinwagensegment und darf als das Urkonzept des SMART Fortwo gesehen werden.

#### Fakten
- Vorstellung: 1981
- Ort: Stuttgart
- Zielsetzung: Entwicklung eines Nahverkehrsfahrzeugs, gute Rundumsicht, leichtes Einparken und Ein-/Aussteigen
- Antrieb: Viertakt-Ottomotor mit 3 Zylindern, 1 Liter Hubraum, 33 kW (45 PS), Frontantrieb

#### Technische Besonderheiten
- Neuartige Innenraumgestaltung
- Vierradlenkung
- Getriebe mit elektrischer Vorwahl
- Schiebetüren

#### Erläuterungen
Das NAFA weist eine Länge von 2,50 m und eine Höhe und Breite von jeweils 1,50 m auf. Durch Vierradlenkung beträgt der Wendekreis lediglich 5,70 m, zwei Schiebetüren ermöglichen ein bequemes Ein- und Aussteigen. Der NAFA hat Vorderradantrieb und ein Automatikgetriebe, eine Klimaanlage, Servolenkung und Gurtstraffer. Eine hohe Sitzposition, die niedrige Gürtellinie und große Fensterflächen ermöglichen eine gute Rundumsicht.

### EXT-92
Die Studie EXT-92 (Euro-Experimental-Truck) stellt das Nutzfahrzeug für den europäischen Straßenfernverkehr dar. Sie ist ein Sattelzug, bestehend aus Zugmaschine mit Auflieger.

#### Fakten
- Vorstellung: Herbst 1992
- Ort: Internationale Automobil-Ausstellung (IAA), Frankfurt am Main
- Zielsetzung: Neuartiges Nutzfahrzeug-Konzept mit Schwerpunkt auf Aerodynamik, Ergonomie, Wohnlichkeit und neuartige Lichttechnik

#### Technische Besonderheiten
- Strömungsgünstige Vollverkleidung
- Abstandsradar (Serieneinführung unter dem Namen DISTRONIC in der Mercedes-Benz S-Klasse (Baureihe 220))
- Fahrersitz in Zentralposition
- Neuartiges Bedienkonzept
- Videokameras und Monitore statt Rückspiegel
- Gasentladungsscheinwerfer (Serieneinführung unter dem Namen Xenonscheinwerfer in der Mercedes-Benz S-Klasse (Baureihe 140))
- Leuchtdioden-Bremsleuchten (Serieneinführung 1999 in der Mercedes-Benz S-Klasse (Baureihe 220))
- Leuchtdioden-Rückleuchten (Serieneinführung 2003 im Mercedes-Benz SLR McLaren (C 199))
- Leuchtdioden-Blinker (Serieneinführung 2003 im Mercedes-Benz SLR McLaren (C 199))
- Chipkarte statt Autoschlüssel (Serieneinführung 1999 in der Mercedes-Benz S-Klasse (Baureihe 220))
- Kabinenverglasung aus elektrotransparentem Glas (Serieneinführung 2002 im Maybach (Baureihe 240))

#### Erläuterungen
Gegenüber einem konventionellen Lkw ist der Luftwiderstand des EXT-92 deutlich geringer, der Luftwiderstandsbeiwert kommt mit 0,35 dem von Personenwagen nahe. Bei Geradeausfahrt wird der Auflieger mit einer speziellen Sattelkupplung auf bis etwa 10 cm an die Kabine der Zugmaschine herangezogen. Um Heckturbulenzen möglichst klein zu halten, sind am Auflieger automatisch ausklappende Endkantenflächen angebracht. Diese Form senkt den Kraftstoffverbrauch und damit auch die Emissionen.
Die strömungsgünstige Vollverkleidung und die Radverkleidungen bilden zudem einen seitlichen Unterfahrschutz für andere Verkehrsteilnehmer. Er verhindert zudem die Sprühwasserbildung und damit Gischtfahrten bei Regen. Ein weiteres Sicherheitselement verbirgt sich hinter dem Mercedes-Stern: der Abstandsradar. Zusammen mit dem Sichtweiten-Messgerät warnt es den Fahrer vor Hindernissen und vor zu geringem Abstand bei schlechter Sicht.
Die zweiteilige Außenschwingtür wird vom Fahrer mit einer persönlichen Chipkarte geöffnet. Über drei Treppenstufen erreicht er die aufrecht begehbare Kabine. Der in der Kabinenmitte auf einem Podest angeordnete Sitz wird automatisch um 30 Grad Richtung Einstieg gedreht und die Armatureneinheit sowie die Lenksäule weggeschwenkt. Anschließend wird alles gemäß den Daten auf der Chipkarte eingestellt. Ebenso die Einstellungen für Belüftung und Radio. Das Lenkrad lässt sich individuell auf den Fahrer einstellen, die Position der Bedien- und Kontrolleinheit wird in der Höhe automatisch der Lenkradlage angepasst. Der Zentralsitz und die hohe Sitzposition verbessern den Schutz des Fahrers bei Unfällen. Im Pralltopf des Lenkrads befindet sich ein speziell formangepasster Airbag. Über ein zentrales Display kann der Fahrer alle relevanten Informationen abrufen und mit Kommunikationstasten zahlreiche Fahrzeugeinrichtungen steuern. Die Tasten verändern mit der jeweiligen Aufgabe dynamisch ihre Symbole und Funktionen.
Anzeigen und Schalter sind zu Funktionsgruppen zusammengefasst. Rechts und links der Zentraleinheit befinden sich 10-Zoll-Monitore, die über das Geschehen rund um das Fahrzeug informieren: Über den gesamten Lastzug sind sechs Videokameras installiert, die auch die Bereiche direkt vor der Fahrzeugfront und am Heck überwachen und zudem den toten Winkel ausschließen.
Zur Ausstattung der Fahrerkabine gehören ein Küchenblock mit Mikrowellenherd, Kühl- und Tiefkühlfach, eine Kaffeemaschine, eine Spüle und zwei ausklappbare Tische. Ablagen, Schränke und Schubfächer bieten Stauraum für persönliche Dinge. Die 80 cm breite Liege lässt sich in eine Sitzbank verwandeln. Der Beifahrersitz ist zugleich Ruhesessel, mit Beinauflage und diversen Verstellmöglichkeiten. Die elektrotransparente Verglasung der Kabine lässt sich automatisch oder manuell in ihrer Lichtdurchlässigkeit regeln, bis hin zu einer Abdunklung der Kabine für Ruhephasen.
Die Rückleuchten bestehen aus vielen einzelnen Leuchtdioden (LED) und sind als Band über die gesamte Heckbreite angeordnet. Diese Technik erlaubt auffällige und flexible Signalbilder. Der Fahrer kann den rückwärtigen Verkehr über Besonderheiten und das Verkehrsgeschehen vor dem Sattelzug informieren und warnen.
In die Leuchteneinheit vorn sind Hauptscheinwerfer, Fernscheinwerfer und Nebelscheinwerfer zusammengefasst. Gleichfalls in der Einheit befinden sich spezielle Rangierscheinwerfer, welche die kritischen Bereiche vor und hinter dem Fahrzeug beim Rangieren ausleuchten. Der Abblendscheinwerfer enthält eine Gasentladungslampe, heute unter dem Namen Xenonlicht bekannt, und leuchtet die Fahrbahn deutlich besser aus. Die Blinkleuchten vorn sind wie die Rückleuchten in LED-Technik ausgeführt.

### Coupé Studie

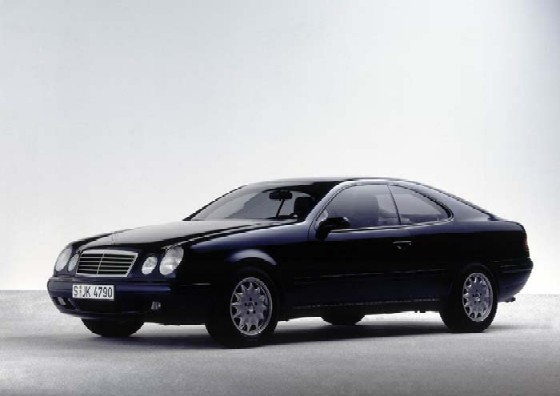
Coupé-Studie

Die Coupé-Studie ist das optische Aufbruchsignal für die Produktoffensive und nimmt die dynamische Formensprache vieler nachfolgender Modelle vorweg.

#### Fakten
- Vorstellung: März 1993
- Ort: Automobilsalon Genf
- Zielsetzung: Viersitziges Coupé mit neuem Mercedes-Gesicht und Fastback-Heck
- Antrieb: Viertakt-Ottomotor mit 8 Zylindern, 5,0 Liter Hubraum, 235 kW (320 PS), Hinterradantrieb, Automatikgetriebe

#### Technische Besonderheiten
- Vier elliptische Scheinwerfer (Serieneinführung 1995 in der E-Klasse (Baureihe 210))
- Fastback-Heck (Serieneinführung 2000 in der C-Klasse Sportcoupé (CL 203))
- Ganzglasdach mit Grautönung (Serieneinführung 2002 in der E-Klasse (Baureihe 211))
- Step-in-light
- Vordersitze mit asymmetrischer Kopfstützen-Anbindung („Ergo-Wing-Sitze“)

#### Erläuterungen
Die Coupé-Studie zeigt ein neues Gesicht der Marke: eine schlanke Kühlermaske, vier einzelne, elliptische Scheinwerfer – zwei große außen, zwei kleinere innen –, flankiert von stark modellierten Kotflügeln.
Es gibt keinen klassischen Kofferraumdeckel, sondern eine große, die Scheibe mit einfassende und bis zur Stoßfänger-Kante reichende Heckklappe. Damit ist sie der erste „Fastback“-Mercedes.
Im Innenraum befinden sich vier Einzelsitze. Die Vordersitze haben asymmetrische Kopfstützen-Anbindung. So genannte Ergo-Wing-Sitze. Damit soll guter Sitzkomfort, bester Seitenhalt auch im Schulterbereich und Stützung der Wirbelsäule erreicht werden. Zentrales Element ist die von der Instrumententafel bis zur Hutablage durchgängige Mittelkonsole. Glattleder, Mikrofaser-Vlies und Holztäfelung sind die verwendeten Materialien. Das Kofferraumvolumen beträgt 485 Liter.
Die Coupé-Studie ist kein Showcar – sie ist voll fahrfähig: Achtzylinder-Motor mit 5,0 Liter Hubraum, 235 kW (320 PS) und ein Drehmoment von 470 Nm bei 3900/min.

### Studie A

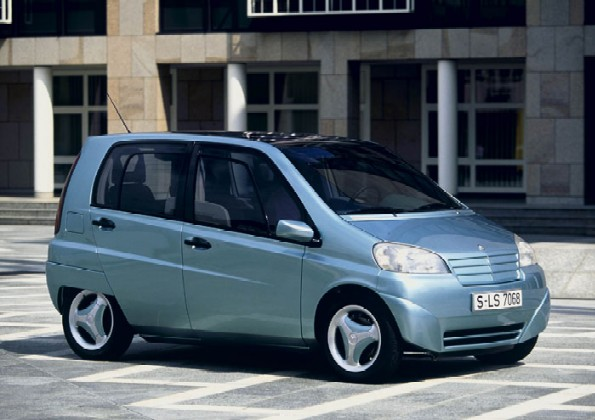
Studie A 93

Die Studie A gehört in die Kompaktklasse und hat Frontantrieb.
Die Entwicklung wurde nach Erfindung des Sandwich-Konzeptes 1991 begonnen. Es wurde parallel zum Prototyp mit Verbrennungsmotor ein Prototyp mit Elektroantrieb entwickelt. Vorgestellt wurde die Studie A erstmals auf der IAA im September 1993. Im Jahr 1994 wird die umbenannte und in Nuancen überarbeitete Studie A 93 oder auch Vision A 93 in Genf und auf der Tokyo Motor Show 1994 gezeigt.

#### Fakten
- Fahrzeug 1: Studie A
- Vorstellung: Herbst 1993
- Ort: Internationale Automobil-Ausstellung (IAA), Frankfurt am Main
- Fahrzeug 2: Studie A 93 / Vision A 93
- Vorstellung: März 1994
- Ort: Automobilsalon Genf, Tokyo Motor Show 1994
- Antrieb:
  - Viertakt-Ottomotor mit 3 Zylindern, 1,2 Liter Hubraum, 55 kW (75 PS), Frontantrieb, stufenloses CVT-Getriebe
  - Elektrischer Asynchronmotor mit 40 kW (54 PS)
  - Dieselmotor mit 3 Zylindern, 1,2 Liter Hubraum, 44 kW (60 PS), Frontantrieb, stufenloses CVT-Getriebe

#### Zielsetzung
- Möglichkeit der Realisierung alternativer Antriebskonzepte
- Fahrzeug der Kompaktklasse mit neuartigem Raum- und Sicherheitskonzept

#### Technische Besonderheiten
- „in einem spitzen Winkel gegen die Horizontale geneigten Antriebsmotor“ (Patent DE 43 26 396 C 2) (Serieneinführung 1997 in der A-Klasse (Baureihe 168))
- „Stirnwandaufbau für einen Kraftwagen mit vorn angeordneter Antriebseinheit“ (Patent DE 44 00 132 C1) (Serieneinführung 1997 in der A-Klasse (Baureihe 168))
- Sandwich-Boden (Serieneinführung 1997 in der A-Klasse (Baureihe 168))
- Einsatz der mit AEG serienreif entwickelten Zebra-Batterie in der Elektroversion (später auch eingesetzt in der A-Class electric)[6] sowie der ersten Ausführung des Smart ED
- Arthur (Automatic Radiocom Communication System for Traffic Emergency Situations on Highways and Urban Roads) (Serieneinführung 1998 bei Mercedes-Benz unter dem Namen Teleaid in der S-Klasse (Baureihe 220))
- Navigationssystem (Serieneinführung 1995 in der S-Klasse (Baureihe 140))
- Dreizylinder-Motoren (Serieneinführung 1998 im smart City Coupé (späterer Name: smart fortwo))
- Aluminiumkarosserie

#### Erläuterungen
Die Studie A führte zwei Neuerungen ein: die besondere „Anordnung von Motor und Getriebe vor der speziell geneigten Frontwand“ sowie den „Sandwich-Boden“. Das besondere Konzept der Anordnung von Motor und Getriebe kommt dem Innenraum zugute. Der Abstand zwischen Fahrer oder Beifahrer und den Fondinsassen beträgt 82,5 cm bei 3,35 m Fahrzeuglänge. Durch die schräg geneigte Frontwand gleitet die Antriebseinheit bei einem Frontaufprall unter den Sandwich-Boden und dringt so nicht in die Fahrgastzelle ein. Dies bringt Sicherheitsvorteile bei einem Fahrzeug mit kurzem Vorbau und entsprechend kurzer Knautschzone. Das Sandwichkonzept (doppelter Boden) diente zur Unterbringung alternativer Antriebseinheiten, zuerst der Aufnahme der Traktionsbatterie, später auch der Brennstoffzellentechnik beim F-Cell. Es gibt zwei belegte Antriebskonzepte der Studie A. Auf geringen Treibstoffverbrauch und hohe Schadstoffarmut ist ein Dreizylinder-Benzinmotor (55 kW/75 PS) ausgelegt. Der Motor ist mit einem stufenlosen CVT-Getriebe (Continuously Variable Transmission) kombiniert. Gleichzeitig wurde die Studie A auch als Elektrofahrzeug mit einem Asynchronmotor (40 kW/54 PS) entwickelt. Die Reichweite beträgt im Stadtverkehr 150 km. Die spätere Elektroversion der A-Klasse hatte mit 50-kW-Motor und ihrer 30 kWh ZEBRA-Batterie eine Reichweite von 200 km.
Die Karosserie besteht komplett aus Aluminium mit einer Struktur aus festen Strangpressprofilen. Dadurch bringt die Karosserie rund 70 Kilogramm weniger auf die Waage als ein vergleichbarer Aufbau aus Stahlblech. Die Vision A mit Benzinmotor wiegt 715 kg (Diesel: 735 kg). Die Elektro-Variante wiegt mit der zusätzlichen Batterie-Last insgesamt rund 1000 Kilogramm.
Fullsize-Airbags für Fahrer und Beifahrer, Gurtstraffer, Seitenaufprallpolster in den Türen sowie ein integrierter Kindersitz im Fond gehören zur Sicherheitsausstattung. Im Innenraum werden Naturmaterialien wie Flachs oder Wolle sowie neuartige Werkstoffe verwendet, die wiederverwertet werden können.

### FCC (Family Car China)

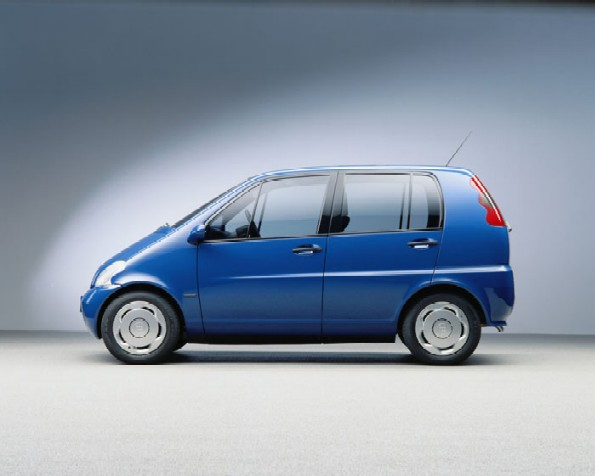
FCC

Eine speziell für den zukünftigen chinesischen Markt entwickelte Studie eines Kompaktwagens.

#### Fakten
- Vorstellung: 1994
- Ort: Ausstellung „Family Car“, Peking
- Zielsetzung: Familienauto für den chinesischen Markt mit ableitbaren Varianten wie Großraumlimousine, Pickup und Kastenwagen
- Antrieb: Viertakt-Ottomotor mit 3 Zylindern, 1,3 Liter Hubraum, 40 kW (55 PS), Frontantrieb, Schaltgetriebe

#### Technische Besonderheiten
- Sandwich-Boden (Serieneinführung 1997 in der A-Klasse (Baureihe 168))

#### Erläuterungen
Die Karosserie des Family Car China im One-Box-Design besteht optisch aus einem Stück und ähnelt der Form anderer Großraumlimousinen. Daher sind im Innenraum die Platzverhältnisse wie bei einer Limousine der gehobenen Mittelklasse. Fahrer, Beifahrer und die möglichen drei Fondpassagiere haben mehr Platz als bisher in der Kompaktklasse üblich. Trotzdem ist der FCC mit einer Gesamtlänge von 3,56 m kürzer als übliche Kompaktwagen seiner Klasse.
Sicherheit bietet die Unterflur-Anordnung der Aggregate, bei der eine kompakte Motor-Getriebe-Einheit unterhalb der Fahrgastzelle untergebracht wird und bei einer Kollision unter den Fahrzeugboden gleitet. Zusätzlichen Insassenschutz bieten Airbag, Gurtstraffer an den Vordersitzen sowie Gurte und Kopfstützen an allen Plätzen.
Die FCC Studie hat einen 1,3-Liter-Benzinmotor mit einer Leistung von 40 kW (55 PS), der mit einem Dreiwege-Katalysator ausgerüstet ist. Die Höchstgeschwindigkeit liegt rein rechnerisch bei knapp 150 km/h. Der Verbrauch dürfte bei rund 4 l auf 100 km liegen.
Das Konzept des FCC ist variabel. Aus der fünftürigen Grundversion mit fünf Sitzplätzen lassen sich beispielsweise eine Großraumlimousine mit drei Sitzreihen für sieben Passagiere, ein Pickup mit fünf Sitzen und kleiner Ladefläche oder ein Kastenwagen mit zwei Sitzplätzen und geräumigem Transportraum ableiten.

### Vision SLR

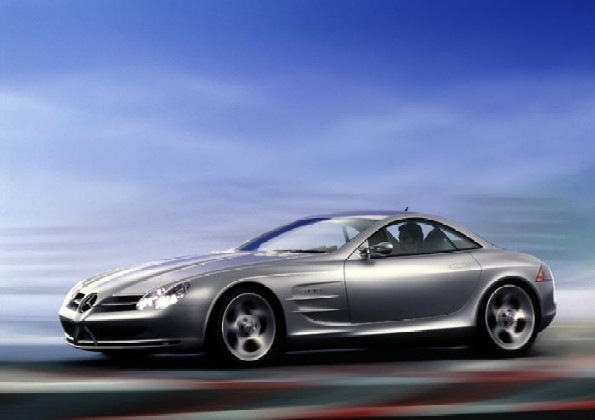
Vision SLR

Es ist die Studie eines Gran Turismo für das 21. Jahrhundert und vereint Stilelemente des aktuellen Formel-1-Silberpfeils und der SLR-Sportwagen der 1950er.

#### Fakten
- Vorstellung: Januar 1999
- Ort: North American International Auto Show, Detroit
- Zielsetzung: Hochleistungs-Sportwagen
- Antrieb: Viertakt-Ottomotor mit 8 Zylindern, 5,5 Liter Hubraum, Kompressor, 410 kW (557 PS), Hinterradantrieb, Fünfgang-Automatikgetriebe mit Tipp-Schaltung

#### Technische Besonderheiten
- Chassis aus einer Kombination von Faserverbund-Werkstoffen und Aluminium (Serieneinführung 2003 im Mercedes-Benz SLR McLaren (C 199))
- Schalensitze aus CfK (Serieneinführung 2003 im Mercedes-Benz SLR McLaren)
- Elektro-hydraulisches Bremssystem (Serieneinführung 2001 als Sensotronic Brake Control (SBC) im SL (R 230))
- Bremsscheiben bestehen aus faserverstärkter Keramik (Serieneinführung 2003 im Mercedes-Benz SLR McLaren)
- Frontscheinwerfer mit adaptivem Lichtsystem (Serieneinführung 2003 als Bi-Xenonscheinwerfer mit aktivem Kurvenlicht in der E-Klasse (Baureihe 211))
- Bi-Funktions-Xenon-Projektionsscheinwerfer für Abblend- und Fernlicht (Serieneinführung 2003 im Mercedes-Benz SLR McLaren)
- Rückwärtige Leuchteinheiten in Leuchtdioden-Technik (Serieneinführung 2003 im Mercedes-Benz SLR McLaren)
- Beleuchtung des hinteren Kennzeichens mit spezieller Leuchtfolie

#### Erläuterungen
Die Frontpartie mit der pfeilförmigen Bugspitze und den typischen Doppelflügeln, deren formales Konzept sich an verschiedenen Stellen der Karosserie und Innenraum wiederholt, orientiert sich am Formel-1-Rennwagen. Die Doppelscheinwerfer sind im Vier-Augen-Design. Die lang gestreckte Motorhaube, die geschwungenen Kotflügel und die Flügeltüren der Vision SLR basieren auf den stilistischen Ideen der SL-Modelle aus den 1950er Jahren und ihren Rennsportvarianten SLR.
Im Innenraum der Studie dominieren die breite, gewölbte Mittelkonsole mit ihren runden Bedienelementen sowie die silberlackierten Flügelprofile vor Fahrer und Beifahrer. Sie ersetzen die herkömmliche Instrumententafel. Das Cockpit besteht aus zwei in Aluminium gefassten Rundinstrumenten, die an Chronometer erinnern. Eine neue Technik ermöglicht die Unterbringung der Anzeige-Displays in der Mitte von Tachometer und Drehzahlmesser: Die Zeiger der Instrumente bewegen sich auf transparenten Kunststoffscheiben, die den ungehinderten Durchblick auf die Displays erlauben. Schalensitze aus CfK, ein ovales Lenkrad sowie moderne Informationstechnik wie das COMAND-System (Cockpit Management and Data System) zählen zum Interieur.
Das Chassis der Vision SLR besteht aus einer Kombination von Faserverbund-Werkstoffen und Aluminium, die neben Crash-Stabilität auch einen Gewichtsvorteil von rund 40 Prozent gegenüber herkömmlichen Stahlkonstruktionen bietet. Die Werkstoffe werden jeweils dort eingesetzt, wo sie den größten Nutzen bringen. So bestehen die programmiert deformierbaren Knautschzonen im Vorbau der Karosserie aus Aluminium, während die Fahrgastzelle aus Faserverbundmaterialien hergestellt wird, die durch ihre Festigkeit bei schweren Frontal- und Heckkollisionen einen sicheren Überlebensraum bietet.
Das elektro-hydraulisches Bremssystem Sensotronic Brake Control (SBC) berechnet den Bremsdruck mit Hilfe von Sensoren und Mikroprozessoren je nach Fahrsituation. Erstmals in Serie im SL (Typ R230), der im Jahr 2001 präsentiert wird. Die Bremsscheiben bestehen aus faserverstärkter Keramik.
Die Frontscheinwerfer mit adaptivem Lichtsystem und Hochleistungs-Leuchtdioden folgen automatisch dem Lenkeinschlag und passen sich der jeweiligen Fahrsituation an. Die Xenon-Projektionsscheinwerfer für das Abblendlicht dienen auch als Fernscheinwerfer (Bifunktions-System). Die Blenden, die beim Abblendlicht für die vorgeschriebene Hell-Dunkel-Grenze sorgen, klappen beim Zuschalten des Fernlichts automatisch weg, so dass die volle Lichtleistung zur Verfügung steht. Zusätzlich schalten sich zwei separate Spot-Scheinwerfer ein.
Die Leuchtdioden (LED) in den Rückleuchten sind auf jeweils zwei freitragende, übereinander angeordnete Flügelprofile montiert. Ein weiteres Lichtband erstreckt sich oberhalb des Heckstoßfängers über die gesamte Karosseriebreite. Hier sind das Rückfahrlicht und die Nebelschlussleuchte untergebracht – beide mit Neon-Technik. Das hintere Kennzeichen wird mit Hilfe einer speziellen Folientechnik beleuchtet.
Für die Sportwagen-Studie hat Mercedes-Benz den drehmomentstarken V8-Saugmotor der S-Klasse weiterentwickelt. In der Vision SLR entwickelt der Achtzylinder aus einem Hubraum von 5,5 Litern Dank Kompressor und Wasser-Ladeluftkühlung eine Leistung von 410 kW (557 PS). Von 4000/min an steht ein maximales Drehmoment von 720 Nm zur Verfügung, bereits bei 2000/min sind 580 Nm abrufbar. Als Getriebe kommt eine Fünfgang-Automatik mit Tipp-Schaltung zum Einsatz. Fahrleistungen: Von 0 auf 100 km/h beschleunigt er in 4,2 s und von 0 auf 200 km/h in 11,3 s. Die Höchstgeschwindigkeit beträgt 320 km/h.
1999 präsentiert Mercedes-Benz auf der IAA in Frankfurt die Roadster-Version der Vision SLR. Sie orientiert sich formal und technisch stark an der geschlossenen Variante, aber setzt neue Akzente, beispielsweise mit einem Verdeck, das aus einem neuartigen lichtdurchlässigen Material besteht.
Die Vision SLR geht im Jahr 2004 als SLR in die Serienproduktion. 3500 Stück werden gebaut. Die Leistung des Motors ist höher: Jetzt stehen 460 kW (626 PS) bei 6500/min zur Verfügung, das höchste Drehmoment von 780 Nm liegt zwischen 3250 und 5000/min.

### Vision SLA

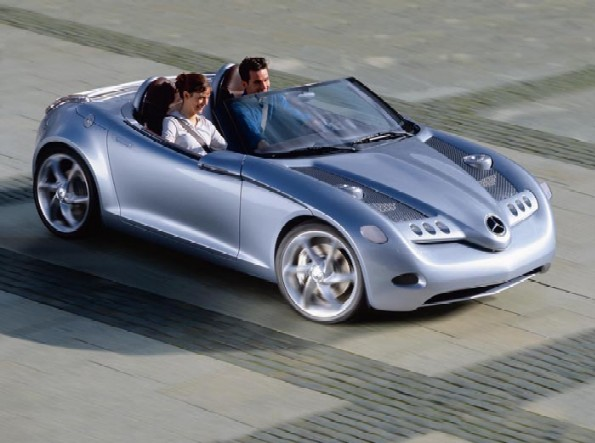
Vision SLA

Ein kleiner Roadster auf Basis der A-Klasse

#### Fakten
- Vorstellung: Januar 2000
- Ort: North American International Auto Show, Detroit
- Zielsetzung: Roadster der Kompaktklasse
- Antrieb: Viertakt-Ottomotor mit 4 Zylindern, 1,9 Liter Hubraum, 92 kW (125 PS), Frontantrieb, Fünfgang-Schaltgetriebe

#### Technische Besonderheiten
- Leichtbau-Karosserie in Hybrid-Bauweise aus Aluminiumprofilen, Aluminiumblechen und Kunststoffen
- Rückwärtige Leuchteinheiten in Leuchtdioden-Technik (Serieneinführung 2003 im Mercedes-Benz SLR McLaren (C 199))
- Leuchtdioden-Blinker (Serieneinführung 2003 im Mercedes-Benz SLR McLaren)
- Schalensitze aus CfK (Serieneinführung 2003 im Mercedes-Benz SLR McLaren)

#### Erläuterungen
Die Version SLA basiert auf der A-Klasse und hat eine Länge von 3,77 m. Geneigte Kotflügel, eine flache Windschutzscheibe, große Türen und ein abfallendes Heck im Stil der Mercedes-Silberpfeile sind die Kennzeichen des Roadster-Designs. Das vordere Flügelprofil und die pfeilförmige Motorhaube mit dem zentral angeordneten Mercedes-Stern sind vom SLR übernommen.
Der 1,9-Liter-Motor mit 92 kW (125 PS) hat ein Drehmoment von 180 Nm bei 4000/min. Von 0 auf 100 km/h in 7,9 s, die Höchstgeschwindigkeit beträgt 209 km/h. Für aktive Sicherheit sorgen das von der A-Klasse stammende, leicht modifizierte Fahrwerk mit Elektronischem Stabilitätsprogramm (ESP) und Brems-Assistent.
Die Hybrid-Bauweise kombiniert Aluminiumprofile, Aluminiumbleche und Kunststoffe. Mit dieser Leichtbautechnik bringt die Vision SLA 950 Kilogramm auf die Waage (DIN-Leergewicht).
Die schräge Einbaulage des Motors sorgt dafür, dass er beim Aufprall an dem stabilen vorderen Bodenblech nach unten gleitet und nicht in den Innenraum eindringt. Als Überschlagschutz fungieren die massiven Bügel hinter den Sitzen und der verstärkte Windschutzscheiben-Rahmen.
Das Licht der 30 Hochleistungs-Leuchtdioden (LED) am Heck wird mittels Prismen flächig verteilt. Die Lichtbänder sind vertikal angeordnet. Die LED-Blinker haben ihren Platz auf Flügelprofilen in den Gehäusen der Rücklichter. Die Bremslichter befinden sich im Heckstoßfänger und in der hinteren Quertraverse der Gepäckträgerbrücke auf dem Kofferraumdeckel. Für eine gleichmäßige Fahrbahnausleuchtung und gute Fernsicht sorgen moderne Xenon-Projektionsscheinwerfer, die für Abblend- und Fernlicht zwei separate Scheinwerfer bieten. In den transparenten Enden der Flügel, die seitlich aus der Motorhaube ragen, befinden sich gelb eingefärbte Hochleistungs-Leuchtdioden als Blinklicht, die zusammen mit den LED in den Außenspiegel-Gehäusen aufleuchten.
Im Innenraum dominieren Lochblechstrukturen, Aluminium-Drehschalter und Aluminiumzylinder für die Instrumente. Die Zeigerinstrumente im Chronometer-Look informieren zunächst nur über Geschwindigkeit, Motordrehzahl, Öldruck und Tankinhalt. Weitere Anzeigen verbergen sich hinter den Zifferblättern und treten nur bei einer Störung in Erscheinung.
Die Schalensitze aus CfK, welche die Vision SLA in geringfügig modifizierter Form von der Vision SLR übernimmt; sind rund 25 Prozent leichter als herkömmliche Autositze mit vergleichbarer Ausstattung. Es gibt weder Teppichboden noch Stoffbezug. Stattdessen dominieren lackierte Metallflächen und dunkelbraunes Leder, welches normalerweise zur Herstellung von Pferdesätteln benutzt und nach traditionellen Verfahren ausschließlich mit Hilfe pflanzlicher Stoffe gegerbt wird. Das Leder findet Platz an der Instrumententafel, an den Innenseiten der Türen und an Kontaktstellen, die häufig berührt werden, etwa das Lenkrad, die Sitzflächen, die Armauflagen in den Türverkleidungen und der Boden.

### Vision B
Der Compact Sports Tourer „Vision B“ ist ein Reisewagen-Konzept in einer neuen Variante.

#### Fakten
- Vorstellung: September 2004
- Ort: Automobilsalon Paris
- Zielsetzung: Komfortables fünfsitziges Reisefahrzeug mit Elementen von Limousine, Kombi, Van und Sport Utility Vehicle
- Antrieb: Dieselmotor mit 4 Zylindern, 103 kW (140 PS), Frontantrieb, stufenloses Automatikgetriebe AUTOTRONIC

#### Technische Besonderheiten
- Sandwich-Boden (Serieneinführung 1997 in der A-Klasse (Baureihe 168))
- Prototyp eines neuartigen und leistungsstarken Vierzylinder-Dieselmotors
- Neu entwickeltes stufenloses Automatikgetriebe Autotronic
- Alu-Beam-Lackierung mit Hochglanz-Effekt
- Innenverkleidung teilweise in einem neuartigen Stoff aus Hightech-Material

#### Erläuterungen
Die Karosserielänge beträgt 4,270 mm und die Breite 1778 mm. Durch das Sandwich-Konzept mit der Platz sparenden Unterbringung der Antriebseinheit teils vor, teils unter der Fahrgastzelle stehen fast 70 Prozent der Karosserielänge für die Insassen und Gepäck zur Verfügung. Der Sitzplatzabstand beträgt 840 mm, der Schulterraum im Fond misst 1382 mm und die Kopffreiheit hinten 980 mm.
Vision R und Vision B sprechen eine gemeinsame Karosserie-Formensprache. Die Front hat eine Kühlermaske mit drei Querlamellen und dem integrierten Mercedes-Stern. Die Scheinwerfer sind weit außen platziert und verstärken die Breitenwirkung der Karosserie. Bei der Vision B greifen die großen Scheinwerfer den Formenverlauf der Stoßfängerverkleidung auf. Ein gemeinsames Stilmerkmal der Sports Tourer ist die Kontur der Motorhaube. Sie hebt sich durch ihre leicht bombierte Form von den Kotflügeln ab. Die bogenförmige Dachlinie steigt leicht nach hinten an.
Die Karosserie der Vision B ist mit der Alu-Beam-Lackierung versehen. Die nur 100 bis 300 Nanometer kleinen Pigmente, die bei einem herkömmlichen Lack für den Metallic-Effekt sorgen, werden für den Alu-Beam-Lack besonders aufwändig verarbeitet. Zudem sind sie feiner, sie messen 30 bis 50 Nanometer, und fügen sich dadurch noch gleichmäßiger in die Oberfläche des Lacks ein. So wird das Licht intensiver reflektiert und der Lackglanz verstärkt.
Im Innern der Vision B ist Glas ein wichtiges Gestaltungselement. Es stellt nicht nur die optische Verbindung zwischen Exterieur und Interieur her, sondern sorgt für ein Licht durchfluteten Innenraum.
Über der Instrumententafel, den Sitzen und den Türinnenverkleidungen des Compact Sports Tourer „Vision B“ spannt sich ein Stoff aus Hightech-Material. Poliertes Aluminium wurde für die Einfassung der Belüftungsdüsen oberhalb der Mittelkonsole, der Bedienfläche des Comand-Geräts und der Klimaautomatik sowie für die Grundplatte des Kombi-Instruments verwendet.
Der neu entwickelte Vierzylinder-Dieselmotor leistet 103 kW (140 PS) und hat von 1600/min an ein Drehmoment von 300 Nm. Eine weitere Novität ist das stufenlose Mercedes-Automatikgetriebe Autotronic. Geschaltet wird mittels Schalttasten im Lenkrad. Der Treibstoffverbrauch beträgt weniger als sechs Liter auf 100 km.

### Ocean Drive

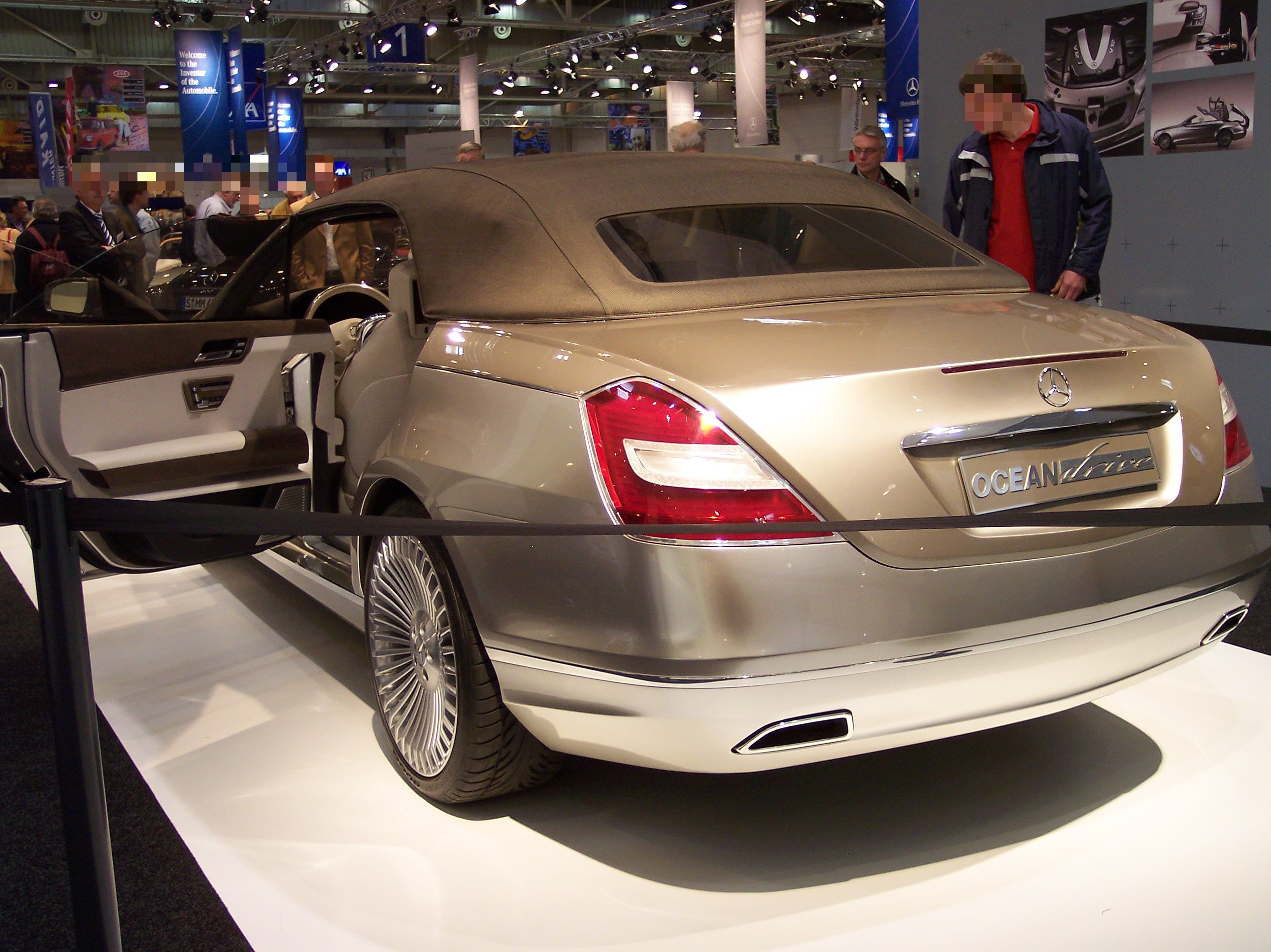
Mercedes-Benz Ocean Drive

Das Luxus-Cabriolet „Ocean Drive“ ist ein Konzeptfahrzeug für eine Cabrioversion der S-Klasse.

#### Fakten
- Vorstellung: 2006
- Ort: North American International Auto Show, Detroit
- Zielsetzung: Cabriolet in der Oberklasse
- Antrieb: Ottomotor mit 12 Zylindern, 380 kW (517 PS)